# Bezirksmuseum Simmering

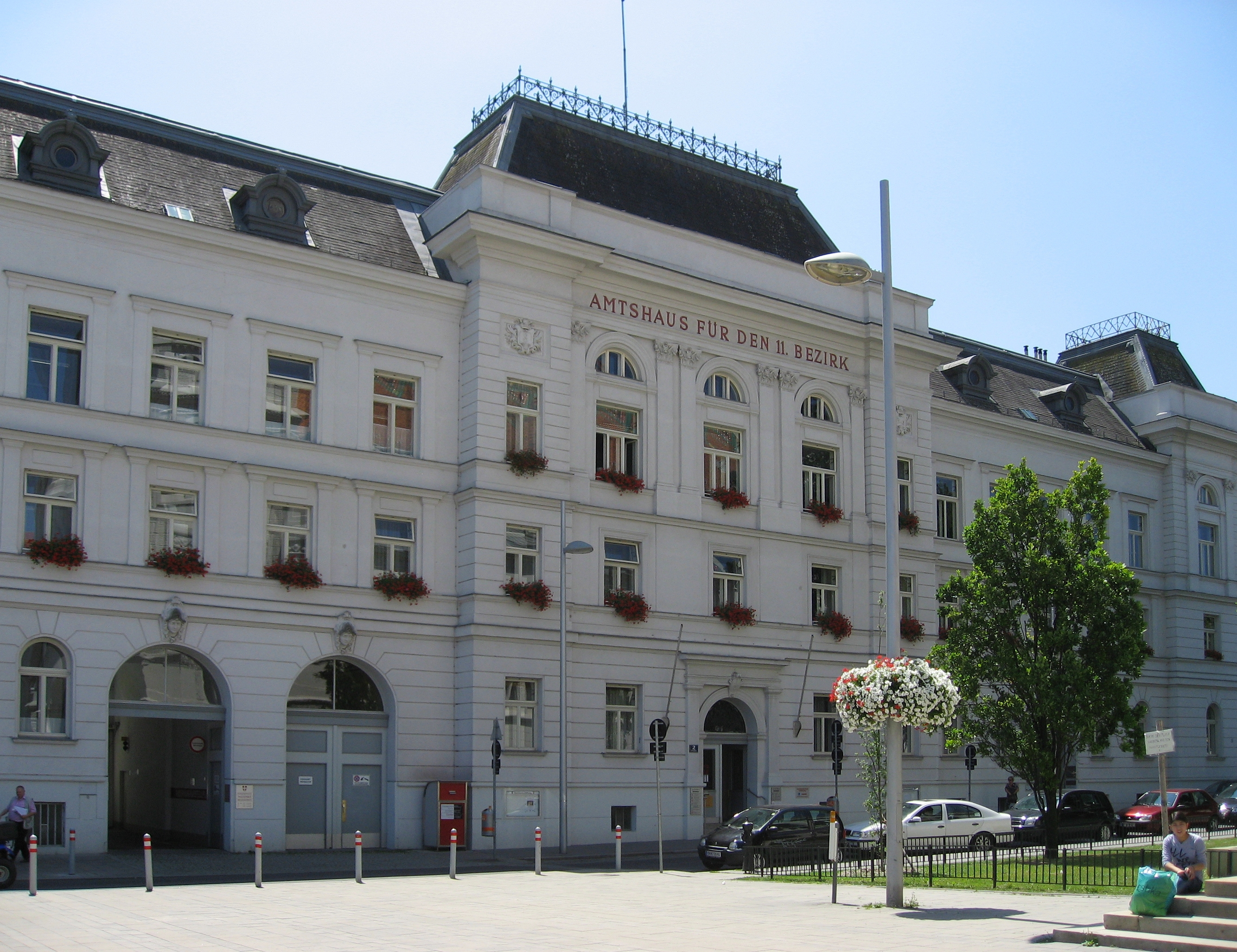
Das Bezirksmuseum Simmering ist im Amtshaus am Enkplatz untergebracht

Das Bezirksmuseum Simmering ist ein Bezirks- und Heimatmuseum im 11. Wiener Gemeindebezirk Simmering. Es befindet sich im Gebäude des Magistratischen Bezirksamtes für den 11. Bezirk am Enkplatz 2.

## Geschichte
Bereits 1883, neun Jahre vor der Eingemeindung Simmerings nach Wien, wurde von einem Heimatkundler angeregt, eine Sammlung über die Geschichte der Ortschaft anzulegen. Der Heimatforscher Leopold Swatosch (1890–1950) war es schließlich, der viele Jahre später den Verein Alt-Simmeringer Klub gründete. Die Sammlungen von Swatosch bildeten den Grundstock für das Simmeringer Heimatmuseum.
Das mittlerweile denkmalgeschützte (Listeneintrag) Amtshaus am Enkplatz wurde 1895 nach Plänen des Architekten Adolf Langer errichtet. 1934 kam es hier zu einer ersten heimatkundlichen Ausstellung, dieser Vorläufer des heutigen Museums wurde jedoch nach dem Anschluss Österreichs an das Deutsche Reich geschlossen. Etliche Ausstellungsstücke wurden während des Zweiten Weltkrieges beschädigt. Von 1954 bis 1956 war die Ausstellung in einer Schule untergebracht. 1965 bekam das Bezirksmuseum wieder seinen festen Platz im Magistratischen Bezirksamt, wo es sich auch heute noch befindet.

## Allgemeines
Das Museum informiert über die Geschichte von Simmering, wobei die Dauerausstellung in drei Teile gegliedert ist, die den ehemaligen Ortschaften und nunmehrigen Bezirksteilen Simmering, Kaiserebersdorf und Albern entsprechen. Auch von Sehenswürdigkeiten des Bezirks wie Schloss Neugebäude und dem Friedhof der Namenlosen sind Informationen zur Entstehung und Geschichte sowie Fotos ausgestellt. Alte Stiche und Fotos dokumentieren die Entwicklung Simmerings zu einem Industriestandort. In einem Schaukasten ist die maßstabgetreue Nachbildung des Simmeringer Ortskerns und seiner Umgebung um 1834 zu sehen.
Neben der Dauerausstellung werden auch regelmäßig Spezialausstellungen und Führungen veranstaltet. Das Bezirksmuseum veröffentlicht seit 1978 die Simmeringer Museumsblätter, von denen bereits über 78 Ausgaben erschienen sind.
Museumsleiterin ist die Historikerin Petra Leban. Sie folgte dem Heimatforscher und jahrzehntelangen Museumsleiter Hans Havelka (1915–2006), nach dem 2008 der Hans-Havelka-Weg im Bezirksteil Kaiserebersdorf benannt wurde. Ein weiterer jahrzehntelanger Mitarbeiter war der Bibliothekar des DÖW und Autor Herbert Exenberger (1943–2009).